# SJ X9 sorozat
Az SL X9 sorozat egy négyrészes (1A)′(A1)′+2′2′+2′2′+(1A)′(A1)′ tengelyelrendezésű svéd 15 kV, 16,7 Hz AC áramrendszerű villamos expressz motorvonat sorozat volt, melyet a SJ üzemeltetett. 1959 és 1963 között gyártotta a Hilding Carlsson. Összesen 23 db készült a sorozatból. Narancssárga színe miatt beceneve paprikavonat volt. Az SJ 1999-ben selejtezte a sorozatot.